# Pesse
Pesse (Drèents: Pes) és un poble del municipi de Hoogeveen (Països Baixos). Té 1.800 habitants i es troba al costat de l'autopista A28.
No se sap exactament quan va formar-se, però l'any 1141 ja es parla de Petthe, que vol dir 'aiguamoll'. Probablement era un assentament agrícola. El poble és conegut sobretot per la canoa de Pesse, la barca més antiga del món que s'ha descobert fins ara. La canoa va ser trobada el 1955 durant la construcció de l'A28 i data d'entre el 8200 aC i el 7600 aC. Avui en dia es troba al Museu de Drenthe.
A part de la canoa, també s'hi han trobat més indicis d'assentament antics, com ara mapes de finques de l'edat del bronze, l'edat de ferro i l'edat mitjana fins a l'any 1000, així com restes d'un cementiri neolític. Avui en dia, encara es poden veure vestigis d'aquest passat prehistòric als afores del poble. A l'oest dels Boerveenseplassen hi ha un túmul de pires de l'edat de ferro i l'època romana.